# Villars-sur-Fontenais
Villars-sur-Fontenais är en ort i kommunen Fontenais i kantonen Jura i Schweiz. Den ligger cirka 20,5 kilometer väster om Delémont. Orten har 221 invånare (2021).